# Sphaerocionium simplex
Sphaerocionium simplex là một loài thực vật có mạch trong họ Hymenophyllaceae. Loài này được (C.V. Morton) Pic. Serm. miêu tả khoa học đầu tiên năm 1973.